# Кардиоонкология
Онкологическая кардиология или кардиоонкология  — отрасль медицины, объединяющая онкологов и кардиологов, направленная на контроль и лечение опухолей сердца, а также контроль деятельности сердечно-сосудистой системы при проведении лечения опухолей других локализаций.

## Виды опухолей сердца
Опухоли сердца могут поражать перикард и ткани самого сердца. Являются достаточно редким явлением, что обусловлено хорошим кровоснабжением данного органа, а также быстрым обменом веществ.
Выделяют первичные и вторичные опухоли сердца. Первичные опухоли сердца могут быть как доброкачественными (их большинство), так и злокачественными. К первичным опухолям относятся:
- миксома — самая распространенная доброкачественная опухоль. Представляет собой новообразование, которое разрастается в полость предсердия.
- рабдомиома — на её долю приходится около 20 % всех доброкачественных опухолей сердца. Встречается чаще всего у детей.
- фиброма — опухоль, поражающая преимущественно клапаны сердца.
- липома — доброкачественная опухоль из клеток жировой ткани.
- тератома — развивается из эмбриональных клеток.
- киста перикарда — тонкостенное кистозное образование.

Единственным типом первичных злокачественных опухолей сердца являются саркомы. К данной группе относятся:
- ангиосаркома — развивается из клеток кровеносных и лимфатических сосудов
- фибросаркома — берет своё начало из клеток мягких тканей
- липосаркома — развивается из клеток мезинхимы
- рабдомиосаркома — берет своё начало из клеток поперечно-полосатой мускулатуры

Вторичные опухоли сердца развиваются из-за метастазов рака других органов (раковые заболевания почек, желудка, молочной железы, щитовидной железы, легких).
Обозначение рак сердца объединяет в себе все злокачественные образования сердца (первичные и вторичные).

## Причины опухолей сердца
Медики и учёные выделяют следующие факторы риска развития данных патологий:
- метастазы рака других органов (является причиной злокачественных опухолей сердца в большинстве случаев)
- инфекционные заболевания
- курение и чрезмерное употребление алкоголя
- токсические воздействия на организм
- чрезмерный избыточный вес

## Диагностика опухолей сердца
Опухоли сердца являются очень редким заболеванием, и их симптоматика часто очень похожей на другие заболевания. Среди распространенных симптомов следует выделить следующие:
- повышенная температура
- общая слабость организма
- боль в области груди
- нарушения сердечного ритма
- признаки хронической сердечной недостаточности
- сердечная блокада
- высыпания на коже
- одышка
- лихорадка
- признаки тахикардии

Диагностика опухолей сердца весьма трудная задача ввиду вариабельности и множества морфологических форм опухолей. Для определения типа, стадии и локализации опухоли применяются следующие диагностические мероприятия:
- анализ жалоб пациента
- рентгенологическое обследование
- ЭКГ
- ангиокардиография
- КТ
- МРТ
- зондирование полости сердца
- пункция перикарда

## Лечение опухолей сердца
Тактика и методика лечения опухоли сердца определяется после постановки точного диагноза. К методам лечения относятся:
- Хирургическое лечение — если опухоль является первичной, то выполняется её удаление (с использованием аппарата искусственного кровообращения). Операции на сердце могут включать удаление опухоли миокарда или перикарда, удаление кисты перикарда, удаление внутриполостной опухоли.

Кибер-нож используется для неинвазивного удаления процессов, доступ к которым невозможен хирургическим путём. В некоторых случаях пораженные участки вовлекают жизненно важные центры или кровеносные сосуды, исключая возможность хирургического вмешательства. Данная технология также показана в качестве эффективной альтернативы операции для пациентов, страдающих тяжелыми сопутствующими заболеваниями (что является противопоказанием проведению обычной операции).
- Химиотерапия — является вспомогательным методом, которые помогают добиться лучших результатов в комбинации с ними.

## Кардиоонкология в качестве лечения сердечно-сосудистых осложнений, вызванных терапией рака
Продление средней длительности жизни больных раком в 90-е годы показало, что новые методы лечения вызывают отложения побочных эффектов, особенно это касается
```
сердечно-сосудистой системы
[
3
]
. Они заключаются прежде всего в нарушении функции 
сердца
 под действием радиации или цитотоксического эффекта 
химиотераии
, что приводит к уменьшению фракции выброса
[
4
]
, нарушению реполяризации и 
аритмии
[
5
]
, воспалению 
перикарди́та
[
6
]
, 
ишемии
[
7
]
, изменению в коагуляции
[
8
]
. Еще одной проблемой является потенциальное воздействие радиации на имплантируемое стимулирующее устройство, такое как кардиовертер-дефибриллятор
[
9
]
.
```

По этой причине разработанная концепция профилактики и кардиологической терапии больных раком. Даниэла Мария Кардинал первой определила ее как «кардиоонкология». Первый центр онкокардиоонкологии был создан в Центр рака MD Anderson (MD Anderson Cancer Center) в США в 2000 году. В Европе пионерами были итальянцы, а именно Европейский Институт Онкологии (Istituto Europeo di Oncologia) в Милане, где отдел Кардиоонкологии создали Карло Чиполла и Даниэла Мария Кардинал. В конце первого десятилетия двадцать первого века стали больше интересоваться этой отраслью. В 2009 году была основана Международное кардиоинституционное общество (ICOS, CardiOncology Society International), и в том же году был организован первый Глобальный Саммит Kардио-онкологии (Global Cardio-Oncology Summit). В 2012 году в Великобритании основало Британское Общество Кардиоонкологии.
В Восточной Европе первой кардиоонколигочной компанией был Восточный филиал Европейской компании, создан в Европейском Центре Здоровья Отвоцка в 2013 году. Здесь издаеться ежеквартальник «OncoReview» под редакцией Себастиана Сзмита.
Рекомендации Европейского Общества Кардиологов (ESC, European Society of Cardiology) указывает 9 основных направлений деятельности кардиоонкологии:
- дисфункция миокарда и сердечная недостаточность;
- ишемическая болезнь сердца;
- пороки клапанов сердца
- нарушение ритма сердца;
- гипертония;
- тромбоэмболические заболевания;
- заболевание периферических сосудов и инсульт;
- гипертензия легких;
- осложнения перикардита.